# Sylvia Gähwiller
Sylvia Gähwiller (* 5. Juli 1909 in Zürich; † 19. März 1999 in Zürich) war eine Schweizer Sängerin der Stimmlage Sopran und Gesangspädagogin.

## Leben und Wirken
Sylvia Gähwiller studierte 1926 bis 1928 Klavier an der Musikhochschule Breslau, 1927 bis 1928 Klavier am Stern’schen Konservatorium Berlin und 1928 bis 1930 in Wien Klavier bei Friedrich Wührer und Komposition bei Karl Weigl. 1932 legte sie das Klavierdiplom ab. Von 1936 bis 1941 hatte sie Gesangsausbildung bei Ria Ginster am Konservatorium Zürich. Danach war sie bis 1942 am Stadttheater St. Gallen engagiert, an dem sie bis 1947 weiterhin als Gast auftrat. Ihr Debüt hatte sie mit Pamina in Die Zauberflöte von Wolfgang Amadeus Mozart, weitere Partien waren Konstanze in Die Entführung aus dem Serail, Gräfin Almaviva in Le nozze di Figaro, Baronin Freimann in Der Wildschütz, Mimì in La Bohème, Rosina in Il barbiere di Siviglia, Elmire in Erwin und Elmire und die Titelpartien in Martha, Mignon und Schneewittchen von Felix Weingartner nach Franz Schubert. Bei konzertanten Opernaufführungen sang sie unter anderem Ilia in Idomeneo (Lugano, 1944), Dido in Dido and Aeneas (Basel, 1949), Paracha in Mavra (Zürich, 1951), Le Renard und La Sœur jumelle in Les Malheurs d’Orphée von Darius Milhaud (Basel, 1953) und Poppea in L’incoronazione di Poppea (Zürich, 1955).
International bekannt wurde sie vor allem als Konzert- und Liedsängerin. Sie interpretierte sowohl klassische Werke unter anderem von Johann Sebastian Bach, Georg Friedrich Händel, Joseph Haydn und Wolfgang Amadeus Mozart als auch zeitgenössische Werke zum Beispiel von Paul Hindemith, Willy Burkhard, Arthur Honegger, Alban Berg, Maurice Ravel, Béla Bartók, Ernst Krenek und Arnold Schönberg.
Sylvia Gähwiller ist auf mehreren Tonaufnahmen zu hören, so unter der Leitung von Walter Goehr als Cleopatra in Giulio Cesare in Egitto und als Poppea in L’incoronazione di Poppea sowie als Liedsängerin in Othmar Schoeck plays Othmar Schoeck und im Zürcher Liederbuch 1986. Bei der Berner Radio-Oper interpretierte sie Werke von Gustave Charpentier, Engelbert Humperdinck und Tschaikowski.
In den 1960er und 1970er Jahren lehrte sie Gesang an den Konservatorien Zürich und Winterthur, danach gab sie weiterhin privaten Unterricht. Zu ihren Schülern gehören die Sängerinnen Carmen Anhorn, Jacqueline Bügler, Barbara Geiser-Peyer, Hedy Graf, Kathrin Graf, Hedda Heusser und Barbara Martig-Tüller sowie die Baritone Hans Riediker, Niklaus Tüller und der Bassbariton Etienne Bettens. Der Dirigent Fritz Näf studierte bei ihr Sologesang.

## Auszeichnungen
- 1976: Hans-Georg-Nägeli-Medaille der Stadt Zürich[13]